# 第68師団 (日本軍)
第68師団（だいろくじゅうはちしだん）は、大日本帝国陸軍の師団の一つ。

## 沿革
太平洋戦争開戦後に中国に在った独立混成旅団を改編し、占領地の警備と治安維持を目的に編成した治安師団の一つ。1942年（昭和17年）2月に華中で独立混成第14旅団を基幹に編成された。
同年4月の編成完了後、司令部を九江に置き、前身であった独立混成第14旅団の任務を引き継ぎ九江付近の警備や治安維持に従事した。
師団の編制は、4つの独立歩兵大隊から成る歩兵旅団（甲師団の歩兵旅団は2個連隊構成）を2つ持ち、砲兵力を欠いた丙師団である。
1942年12月、大別山系の作戦、1943年（昭和18年）4月の江南殲滅作戦に参加。同年11月から1944年（昭和19年）1月にかけて常徳殲滅作戦に参加し、漢寿を占領するなと戦果を挙げた。同年5月から大陸打通作戦の一部である湘桂作戦に第11軍の直轄部隊として参加。衡陽攻略作戦に加わり、作戦終了後は衡陽の警備に従事した。その後、第20軍に属し華南の中国軍と交戦した。
1945年（昭和20年）4月、華中方面防備のため常寧に移動し防備を固めていたが、その地で終戦を迎えた。

## 師団概要

### 歴代師団長
- 中山惇 中将：1942年（昭和17年）4月1日 - 1943年3月25日[1]
- 佐久間為人 中将：1943年（昭和18年）3月25日 - 1944年7月1日[2]
- 堤三樹男 中将：1944年（昭和19年）7月1日 - 終戦[3]

### 参謀長
- 山本募 大佐：1942年（昭和17年）4月15日 - 1943年3月15日[4]
- 原田貞三郎 中佐：1943年（昭和18年）3月15日 - 1944年7月1日[5]
- 小合茂 中佐：1944年（昭和19年）7月1日 - 終戦[6]

### 最終司令部構成
- 参謀長：小合茂大佐
  - 参謀：大場軍勝中佐
- 高級副官：山田誉六少佐

### 最終所属部隊
- 歩兵第57旅団（大阪）：黒瀬平一少将
  - 独立歩兵第61大隊：南部博之大尉
  - 独立歩兵第62大隊：飯伏義盛少佐
  - 独立歩兵第63大隊：平松金松大尉
  - 独立歩兵第64大隊：藤原稔少佐
- 歩兵第58旅団（和歌山）：関根久太郎少将
  - 独立歩兵第65大隊：横田忠広大尉
  - 独立歩兵第115大隊：安藤修道中佐
  - 独立歩兵第116大隊：麻生雄次郎大尉
  - 独立歩兵第117大隊：永里恒彦少佐
- 第68師団通信隊：三輪七郎少佐
- 第68師団工兵隊：北川三平少佐
- 第68師団輜重隊：上山正敏中佐
- 第68師団野戦病院：森田清司軍医少佐
- 第68師団病馬廠：御園生実三大尉